# Линия 1 (Барселонский метрополитен)
Линия 1 (кат. Línia 1, Línia vermella, читается как "Линиа Вермелья") — линия Барселонского метрополитена, проходящая в городах Оспиталет-де-Льобрегат на юго-западе, Санта-Колома-де-Граменет на северо-востоке, и непосредственно в Барселоне. Вторая по хронологии линия Барселонского метрополитена, а также единственная линия системы, использующая ширину колеи в 1674 мм по иберийскому стандарту.
Первый участок линии был открыт 10 июня 1926 года под названием "Метрополитано Трансверсаль" (кат. Metropolitano Transversal). Целью данного участка было соединить появившиеся к тому моменту вновь построенные железнодорожные узлы Барселоны.
В настоящее время линия проходит от станции "Оспиталь-де-Бельвидже", расположенной в городе Оспиталет-де-Льобрегат, до станции "Фондо", расположенной в городе Санта-Колома-де-Граменет. Длина линии составляет 20,7 километра в длину, и имеет на своём маршруте 30 станций.
Линию обслуживают два депо, расположенных за станциями "Санта Эулалия" и "Ла-Сагрера". Для отстоя поездов также используются тупики за станциями "Оспиталь-де-Бельвитже" и "Фондо".

Схема линии 1

## Общие характеристики
Линия 1 управляется компанией Transports Metropolitans de Barcelona (ТМВ). Как и на остальных линиях метрополитена, перегоны между станциями состоят из единого тоннеля, в котором расположены оба пути.
В настоящее время на линии эксплуатируются поезда серии 6000 концерна Alstom, которые начали внедряться в 2007 году для постепенной замены составов серии 4000, которые начали внедряться в 1987 году. В прошлом были распространены поезда серии 100, 200, 300 и 400 производства других концернов.
Линия 1 имеет протяженность в 20,7 км и 30 станций. В час пик линию обслуживают 16 поездов.
В 2010 году, через линию 1 было совершено 109,8 млн поездок, что сделало линию самой загруженной линией Барселонского метрополитена.

### Обслуживаемые муниципалитеты и районы
Муниципалитеты, через которые проходит линия 1: Барселона, Оспиталет-де-Льобрегат и Санта-Колома-де-Граманет.
В Барселоне линия обслуживает четыре района: Эшампле, Сант-Андреу, Сант-Марти и Сантс-Монжуик.

### Станции
В основном станции на линии 1 имеют две боковые платформы прямой формы. Исключениями являются станции "Меркат Ноу" и "Ла-Сагрера", где используется единая островная платформа, а также участок от станции "Глориес" до станции "Сант-Андреу", где используются 3 платформы (т.н. барселонское или испанское решение), и станция "Торрас-и-Баджес" с одной боковой и одной островной платформой.
26 из 30 станций на линии приспособлены для людей с ограниченными физическими возможностями, за исключением станций "Пласа-де-Сантс", "Эспанья", "Уркинаона" и "Клот". 16 станций из 30 имеют пересадку на другие линии метро, остановки трамвайной системы "Trambesos", линии FGC, пригородные и региональные поезда, а также к автобусам регионального и дальнего следования:
| Станция               | Пересадка на другие линии метро (при наличии таковой) | Пересадка на другой вид транспорта (при наличии таковой)   |
| --------------------- | ----------------------------------------------------- | ---------------------------------------------------------- |
| Эль Прат Эстасьо      | Линия 9S                                              | Ж/д станция "Эль-Прат-де-Льобрегат"                        |
| Оспиталь-де-Бельвитже | нет                                                   | нет                                                        |
| Бельвитже             | нет                                                   | нет                                                        |
| Авингуда Каррилет     | Линия 8 (FGC)                                         | Другие линии FGC                                           |
| Рамбла Жуст Оливерас  | нет                                                   | Линии Rodalies de Catalunya                                |
| Кан-Серра             | нет                                                   | нет                                                        |
| Флорида               | нет                                                   | нет                                                        |
| Туррасса              | Линия 9S Линия 10S                                    | нет                                                        |
| Санта-Эулалия         | нет                                                   | нет                                                        |
| Меркат Ноу            | нет                                                   | нет                                                        |
| Пласа-де-Сантс        | Линия 5                                               | нет                                                        |
| Остафранкс            | нет                                                   | нет                                                        |
| Эспанья               | Линия 3 Линия 8 (FGC)                                 | Другие линии FGC                                           |
| Рокафорт              | нет                                                   | нет                                                        |
| Уржель                | нет                                                   | нет                                                        |
| Университат           | Линия 2                                               | нет                                                        |
| Каталунья             | Линия 3 Линия 6 (FGC) Линия 7 (FGC)                   | Другие линии FGC                                           |
| Уркинаона             | Линия 4                                               | нет                                                        |
| Арк-де-Триомф         | нет                                                   | Ж/д станция "Арк-де-Триомф" Автовокзал "Эстасьо-де-Норд"   |
| Марина                | нет                                                   | "Марина" (Trambesos)                                       |
| Глориес               | нет                                                   | "Глориес" (Trambesos)                                      |
| Клот                  | Линия 2                                               | Ж/д станция "Эль-Клот — Араго"                             |
| Навас                 | нет                                                   | нет                                                        |
| Ла-Сагрера            | Линия 5 Линия 9N Линия 10N                            | Ж/д станция "Ла-Сагрера — Меридиана"                       |
| Фабра-и-Пуч           | нет                                                   | Ж/д станция "Сант-Андреу Ареналь" Автовокзал "Фабра-и-Пуч" |
| Сант-Андреу           | нет                                                   | Ж/д станция "Сант-Андреу Комталь"                          |
| Торрас-и-Бажес        | нет                                                   | нет                                                        |
| Тринитат Велья        | Линия 3                                               | нет                                                        |
| Баро-де-Вивер         | нет                                                   | нет                                                        |
| Санта-Колома          | нет                                                   | нет                                                        |
| Фондо                 | Линия 9N                                              | нет                                                        |
| Монтигала — Льореда   | нет                                                   | нет                                                        |
| Сан-Крист             | нет                                                   | нет                                                        |
| Буфала                | нет                                                   | нет                                                        |
| Бадалона Помпеу Фабра | Линия 2                                               | нет                                                        |

Курсивом отмечены строящиеся или планируемые станции и пересадки.

## История
Линия 1 была открыта в 1926 году с названием "Metropolitano Transversal",и изначально задумывалась как внутригородская железнодорожная линия для связки района Ла-Бурдета (кат. La Bordeta) и действующего на тот момент в качестве железнодорожного, Северного вокзала (кат. Estació del Nord).

Хронологическая схема участков линии 1.

### Общая хронология
- 1912: Городскому совету Барселоны представляют проект по строительству метрополитена.
- 1914: Рассмотрение проекта приостанавливается из-за Первой мировой войны.
- 1920: По окончании Первой мировой войны создаётся общество "Внутригородские железные дороги Барселоны" (кат. Ferrocarril Metropolità de Barcelona).
- 1922: Совет общественных работ утверждает проект линии. Королевским указом разрешено строительство,после чего Городской совет Барселоны приобретает акции FMB, поскольку посчитали, что проект может сыграть важную роль в развитии города.
- 1923: Начало строительных работ на линии.
- 10 июня 1926 года: Официальное открытие линии под названием под названием "Метрополитано Трансверсаль" (кат. Metropolitano Transversal) от станции "Бурдета" до станции "Каталунья"[8].
- 1 июля 1932 года: линия продлевается в западном направлении от станции "Бурдета" до станции "Бордета-Котчерес"[8] (ныне "Санта-Эулалия"), а также в восточном направлении от станции "Каталунья" — до станции "Триумфо-Норте" (ныне "Арк-де-Триомф")[9].
- 1 апреля 1933 года: линия продлевается до станции "Марина"[10].
- 1941: вступает в силу закон о "Об управлении железнодорожным и автомобильным транспортом", после чего происходит национализация FMB и передача управления линией к RENFE.
- 1943: Управление линией вновь возвращается к FMB.
- 23 июня 1951 года: открытие участка "Марина" — "Клот"[11].
- 1952: Городской совет Барселоны одобрил соглашение о муниципализации всех предприятий общественного транспорта города.
- 8 мая 1953 года: открытие участка "Клот" — "Навас-де-Толоса" (ныне "Навас")[12].
- 26 января 1954 года: открытие участка "Навас-де-Толоса" — "Фабра-и-Пуч"[13].
- 1961: FMB и GMB объединятся в Ferrocarril Metropolità de Barcelona SA / SPM, линия получает своё название "Linea I".
- 14 марта 1968 года: открытие участка "Фабра-и-Пуч" — "Торрас-и-Бажес"[14].
- 8 июля 1980 года: Закрытие старой станции "Санта-Эулалия", линия укорачивается до станции "Бордета".
- 1982 год: в связи с реорганизацией названий линий и станций метрополитена происходит массовое переименование: название линии теперь пишется на каталанском языке, а номер — арабскими цифрами ("Linea I" теперь назвывается "Línia 1"), а станции теперь имеют каталаноязычные названия, а также названия, имеющие актуальную топографическую привязку.
- 21 декабря 1983 года: открытие участка "Торрас-и-Бажес" — "Санта-Колома", последняя стала первой станцией метро в городе Санта-Колома-де-Граменет[15].
- 23 декабря 1983 года: открытие участка "Бордета" — "Туррасса", с открытием на данном участке новой станции "Санта-Эулалия", и закрытием станции "Бордета"[16].
- 24 апреля 1987 года: открытие участка "Туррасса" — "Авингуда Каррилет"[17].
- 19 октября 1989 года: открытие участка "Авингуда Каррилет" — "Фейша-Льярга" (ныне "Оспиталь-де-Бельвитже")[18].
- 18 февраля 1992 года: открытие участка "Санта-Колома" — "Фондо". Последняя становится первой станцией в Барселонском метрополитене, полностью адаптированной для маломобильных пассажиров[19].
- Июнь 2007 года: на полную перестройку закрывается станция "Меркат Ноу".
- 30 июня 2009 года: с нуля построенная станция "Меркат Ноу" вновь открывается на участке "Санта-Эулалия" — "Пласа-де-Сантс".
- Август 2010: Открытие отстойников для поездов за станцией "Оспиталь-де-Бельвитже".

## Перспективы развития
Согласно «Плану Развития Инфраструктуры» ATM (кат. Pla Director d’Infraestructures de l'Autoritat del Transport Metropolità), линию 1 планируется продлить в обоих направлениях: на один перегон от станции «Оспиталь-де-Бельвитже» до станции «Эль Прат Эстасьо» (с созданием на последней пересадки на линию 9 и ж/д станцию «Эль-Прат-де-Льобрегат»); а также построить участок «Фондо» — «Бадалона Помпеу Фабра» с 4 станциями в городе Бадалона, и с созданием на последней пересадки на линию 2.
В отдалённой перспективе планируется довести линию до железнодорожного вокзала Бадалоны.